# Bitwa pod Salta
Bitwa pod Saltą – starcie zbrojne, które miało miejsce 20 lutego 1813 w trakcie wojen niepodległościowych w Ameryce Łacińskiej (wojna o niepodległość Argentyny-kampania w Alto Peru).
Po porażce w bitwie pod Tucuman armia rojalistów dowodzona przez generała Pio Tristana zajęła stanowiska w Salcie. Siły hiszpańskie liczyły 3 600 ludzi, wyposażonych w 10 dział. W ślad za uchodzącym przeciwnikiem pod miasto nadeszły siły patriotów generała Manuela Belgrano z La Platy liczące 3 500 ludzi. Tristan ustawił swoje wojska w dwóch liniach, prawe skrzydło stanęło przy wzgórzu San Bernardo, lewą flankę osłaniała kawaleria. 
Patrioci zaatakowali centrum, wspierając atak piechotą na skrzydłach. Kontratak kawalerii rojalistów mimo chwilowego sukcesu, odparty został przez jazdę powstańczą. Następnie generał Belgrano uderzył na pierwszą linię rojalistów z lewej flanki. Żołnierze z pierwszej linii nie wytrzymali impetu uderzenia powstańców, wpadając na hiszpańską drugą linię i wywołując ogólne zamieszanie we własnych szeregach. Nie mogąc opanować paniki, generał Tristan skapitulował. Straty rojalistów to 481 zabitych, 114 rannych i 287 jeńców. Straty patriotów to 103 zabitych i 475 rannych. 